# 五十嵐彩季
五十嵐 彩季（いがらし さき、2000年1月24日 - ）は、日本の女子レスリング選手。千葉県出身。階級は55kg級。身長154cm。姉の五十嵐未帆もレスリング選手。

## 来歴
兄と姉の影響により、関宿レスリングクラブでレスリングを始めた。中学の時は全国中学生選手権と全国中学選抜選手権の48kg級で3位になった。星城高校時代は1年の時にジュニアクイーンズカップ  カデットの部 とJOC杯カデットの部の49kg級で優勝すると、世界カデット選手権でも2位となった。2年の時にはJOC杯カデットの部とアジアカデット選手権の52kg級で優勝した。3年の時にはインターハイ56kg級で優勝すると、全日本選手権は55kg級で2位、アジア選手権では優勝を果たした。2018年には至学館大学へ進学すると、1年の時にはジュニアクイーンズカップジュニアの部とJOC杯ジュニアの部で優勝した。全日本選抜選手権では2位だったが、全日本学生選手権と世界ジュニアで優勝した。さらには、U-23世界選手権も制した。これにより、今大会の50kg級に出場して2連覇した姉の未帆とともに姉妹優勝を果たすことになった。2年の時にはアジア選手権の決勝で地元中国のシェ・メンギュに敗れて2連覇はならなかった。全日本選抜選手権では優勝した。世界ジュニアでも3位にとどまった。U-23世界選手権では2位にとどまり、2連覇はならなかった。

## 主な戦績
- 2013年 -　ジュニアクイーンズカップ  カデットの部　3位（43kg級）
- 2014年 -　ジュニアクイーンズカップ 中学生の部　3位（44kg級）
- 2014年 -　JOC杯カデットの部　3位（43kg級）
- 2014年 -　全国中学生選手権　3位（48kg級）
- 2014年 -　全国中学選抜選手権　3位（48kg級）
- 2015年 -　ジュニアクイーンズカップ  カデットの部 優勝（49kg級）
- 2015年 -　JOC杯カデットの部優勝（49kg級）
- 2015年 -　世界カデット選手権　2位（49kg級）

52kg級での戦績
- 2016年 -　ジュニアクイーンズカップ  カデットの部　2位
- 2016年 -　JOC杯カデットの部　優勝
- 2016年 -　アジアカデット選手権　優勝
- 2016年 -　インターハイ　2位
- 2016年 -　全日本女子オープン選手権（高校生の部）　優勝
- 2017年 -　クリッパン女子国際大会　カデットの部　優勝
- 2017年 -　ジュニアクイーンズカップ  カデットの部　3位
- 2017年 -　JOC杯ジュニアの部　2位
- 2017年 -　インターハイ　優勝（56kg級）

55kg級での戦績
- 2017年 -　全日本選手権　2位
- 2018年 -　アジア選手権　優勝
- 2018年 -　ジュニアクイーンズカップ ジュニアの部　優勝
- 2018年 -　JOC杯ジュニアの部　優勝
- 2018年 -　全日本選抜選手権　2位
- 2018年 -　全日本学生選手権　優勝
- 2018年 -　世界ジュニア　優勝
- 2018年 -　U-23世界選手権　優勝
- 2019年 -　アジア選手権　2位
- 2019年 -　全日本選抜選手権　優勝
- 2019年 -　世界ジュニア　3位
- 2019年 -　U-23世界選手権　2位
- 2021年 - 全日本選抜選手権　3位

（出典）